# إصدار سهم
الأسهم المصدرة هو مصطلح من القانون والتمويل على كمية أسهم الشركة, التي خصصت للاكتتاب وبعد ذلك أصبحت مملوكة من قبل المساهمين. قانون إنشاء إصدار أسهم جديدة تسمى إصدار, توزيع أو تخصيص. التخصيص هو ببساطة إنشاء أسهم ونقلها إلى المشترك. بعد التخصيص، المشترك يصبح مساهم. عدد الأسهم المصدرة هي مجموعة فرعية من إجمالي الأسهم المصرح بها. هي كمية الأسهم التي وافق مجلس إدارة الشركة و/أو المساهمين على تخصيصه. الأسهم المصدرة هي مجموع الأسهم القائمة وأسهم الخزينة.

## الصيغ الأساسية
- الأسهم المصرح بها = الأسهم المصدرة + الأسهم غير المصدرة
- الأسهم المصدرة = الأسهم القائمة + أسهم الخزينة

## وصلات خارجية
- تصدر سهم
- مفصلة كسر من الشركات البيت